# Vísecká rychta
Vísecká rychta je zachovalé, velké roubené stavení v osadě Víska obce Kravaře, které bylo později upraveno jako pobočka Vlastivědného muzea a galerie v České Lípě s expozicí lidového umění. Je největší zdejší zajímavostí. Stavení je (s chybnou adresou) chráněno jako kulturní památka České republiky.

## Historie
Tato monumentální stavba bývala rychtou obce Víska, původně samostatnou do roku 1849, kdy se spojila s městečkem Kravaře. Nechal ji zde postavit rychtář Václav Kern roku 1797 místo rychty původní, zvané Valdštejnská hospoda z roku 1509. Víseckými rychtáři byly střídavě příbuzné rodiny Kernů a Fuchsů. Kernové v 19. století vlastnili téměř 6 ha polí, dobytek, koně a ovce. Mimo obilí pěstovali i chmel, na jehož sušení upravili několikapatrovou půdu a řadou průduchů.
Krátce po 2.světové válce byla ještě obydlena, pak užívána JZD a od něj poškozené stavení získal roku 1960 Okresní národní výbor. Ten ji nechal zrestaurovat a věnoval ji Okresnímu vlastivědnému muzeu v České Lípě. Tehdejší ředitel muzea Břetislav Vojtíšek cennou stavbu našel v roce 1960 do výšky 1 metru plnou hnoje, chovaly se v ní ovce.
Na opravu stavení se nedostávaly peníze a vůle správních orgánů obce i okresu. Teprve 5. dubna 1986 (po 26 letech) byla v zrestaurovaném stavení zpřístupněna první expozice pod názvem Muzeum lidového umění. Nyní je jednou ze tří poboček Vlastivědného muzea a galerie v České Lípě a je také členem Asociace muzeí a galerií České republiky.

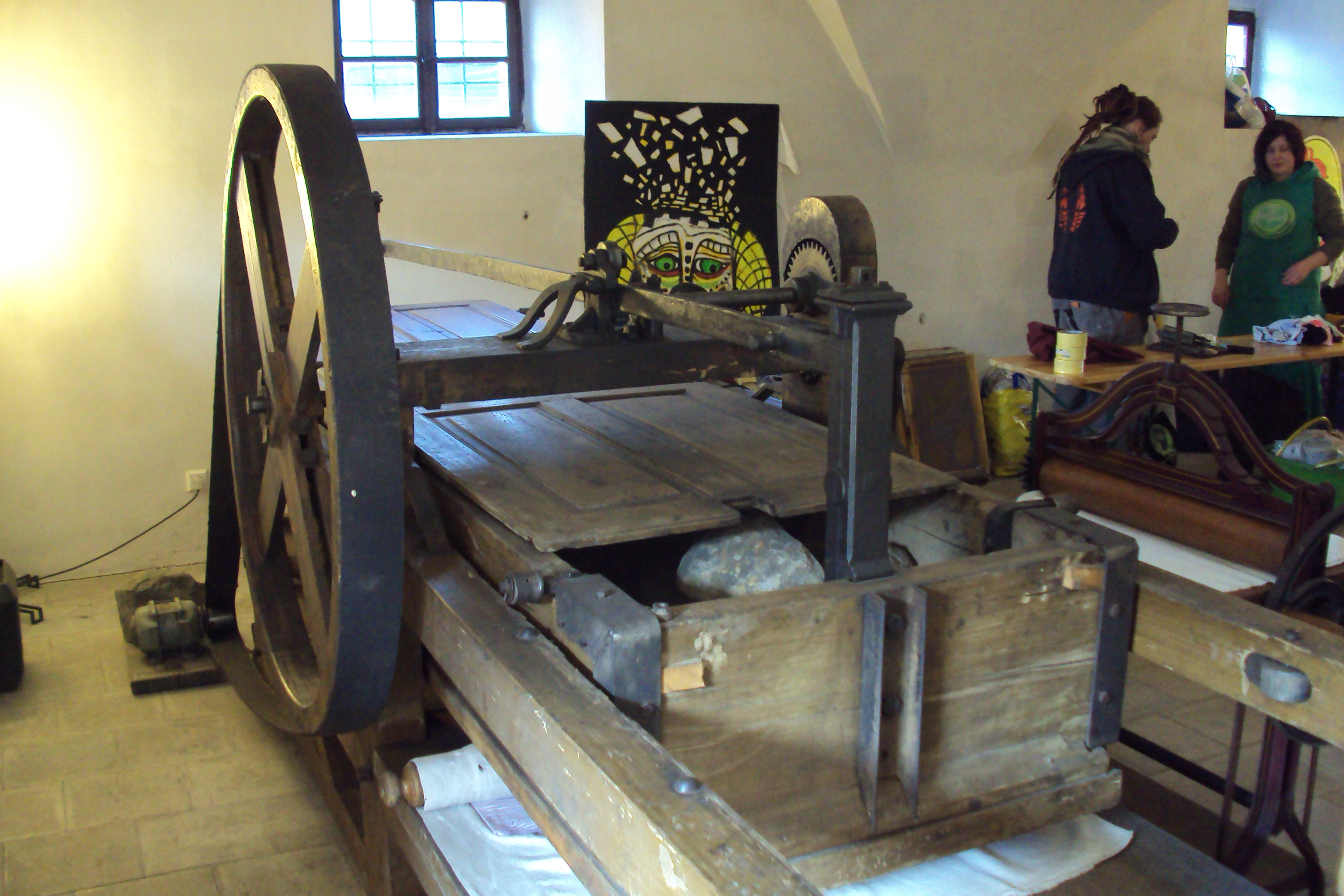
Expozice uvnitř rychty

## Popis rychty
Vísecká rychta - je největší (33×17×28 m) roubené obytné stavení v Čechách. V patře měla pět komor a trojpodlažní půdu uzpůsobenou pro sušení chmele. V přízemí byla černá kuchyně, velká a malá světnice. Stavení (a Víska) je na levém břehu Bobřího potoka. Adresa je Vísecká rychta, Víska 3, 47103 Kravaře.

## Expozice
Původně zde byla expozice zaměřená na vývoj lidové architektury a bydlení v severních Čechách. Později sem byla soustředěna řada kusů malovaného nábytku z období od konce 18. do poloviny 19. století i nábytek movitějších venkovanů. Nejstarší skříň je z roku 1761. Expozice je stále doplňována jak novými přírůstky, tak naučnými tabulemi, mapkami a dalším písemným materiálem. Komory v patře byly upraveny na tematické celky s ukázkami nábytku, řezbářství a nářadí. Přilehlá stáj je určena na příležitostné výstavy a promítání vieofilmů. Zde je vystavena dokumentace k historii stavby a muzea.

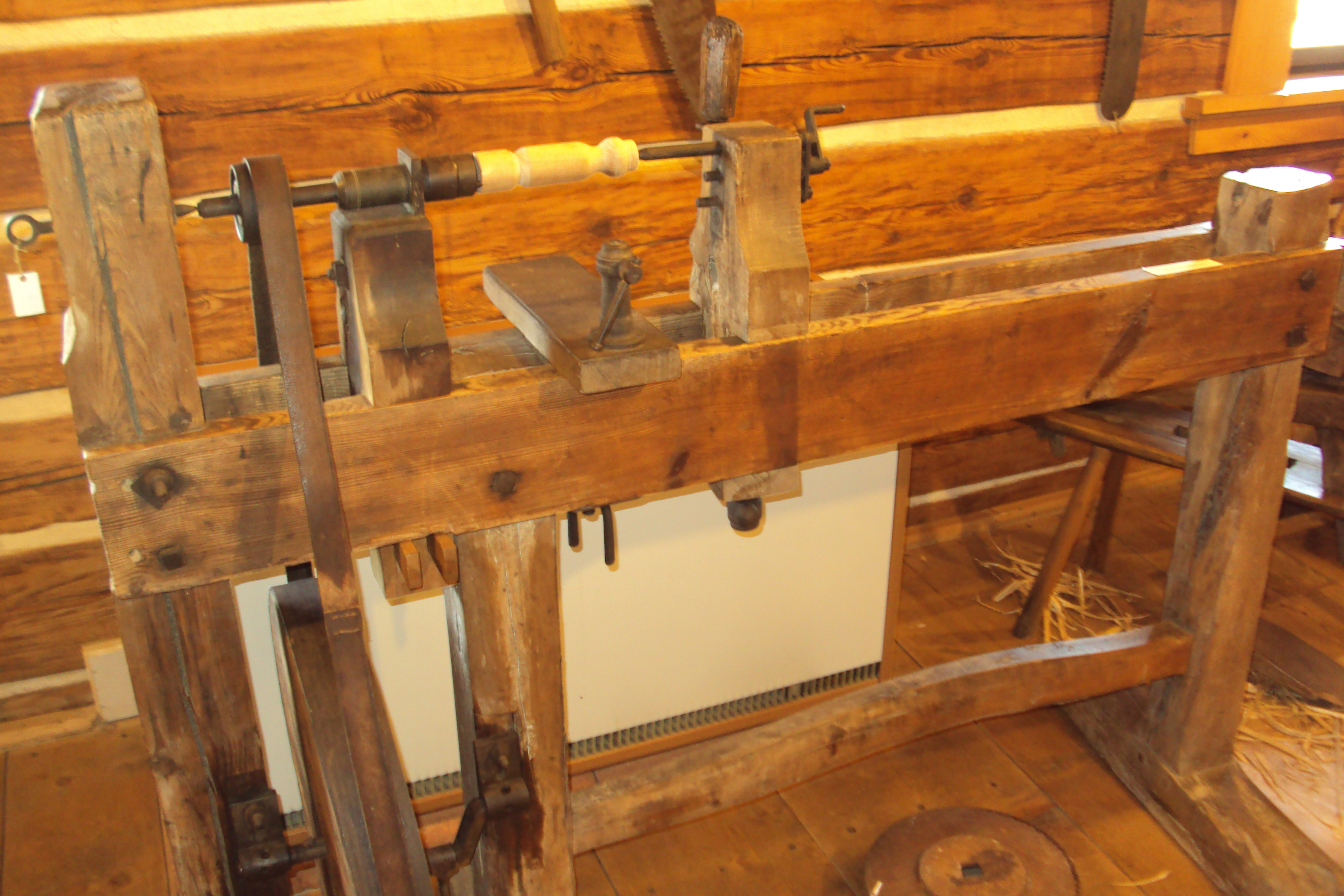
Další exponáty muzea uvnitř

V sousedním stavení bývalé zděné stodoly z roku 1933 je uskladněna řada hospodářských strojů v první polovice 20. soletí a funguje jako depozitář muzea.

## Přístup veřejnosti
Rychta je návštěvníkům otevřena od května do září denně mimo pondělí, v dubnu a říjnu o víkendech, v březnu a listopadu jen pro předem objednané hromadné návštěvy.

## Jednorázové akce pro veřejnost
Pobočka je spoluorganizátor řady akcí pro veřejnost. Partnerem jí bývá zejména obec Kravaře. Velká je každoročně účast na akcích Masopust na rychtě, Velikonoce na rychtě, Svatojánská noc, Dobytí Kravař, Kravařská paličkiáda.

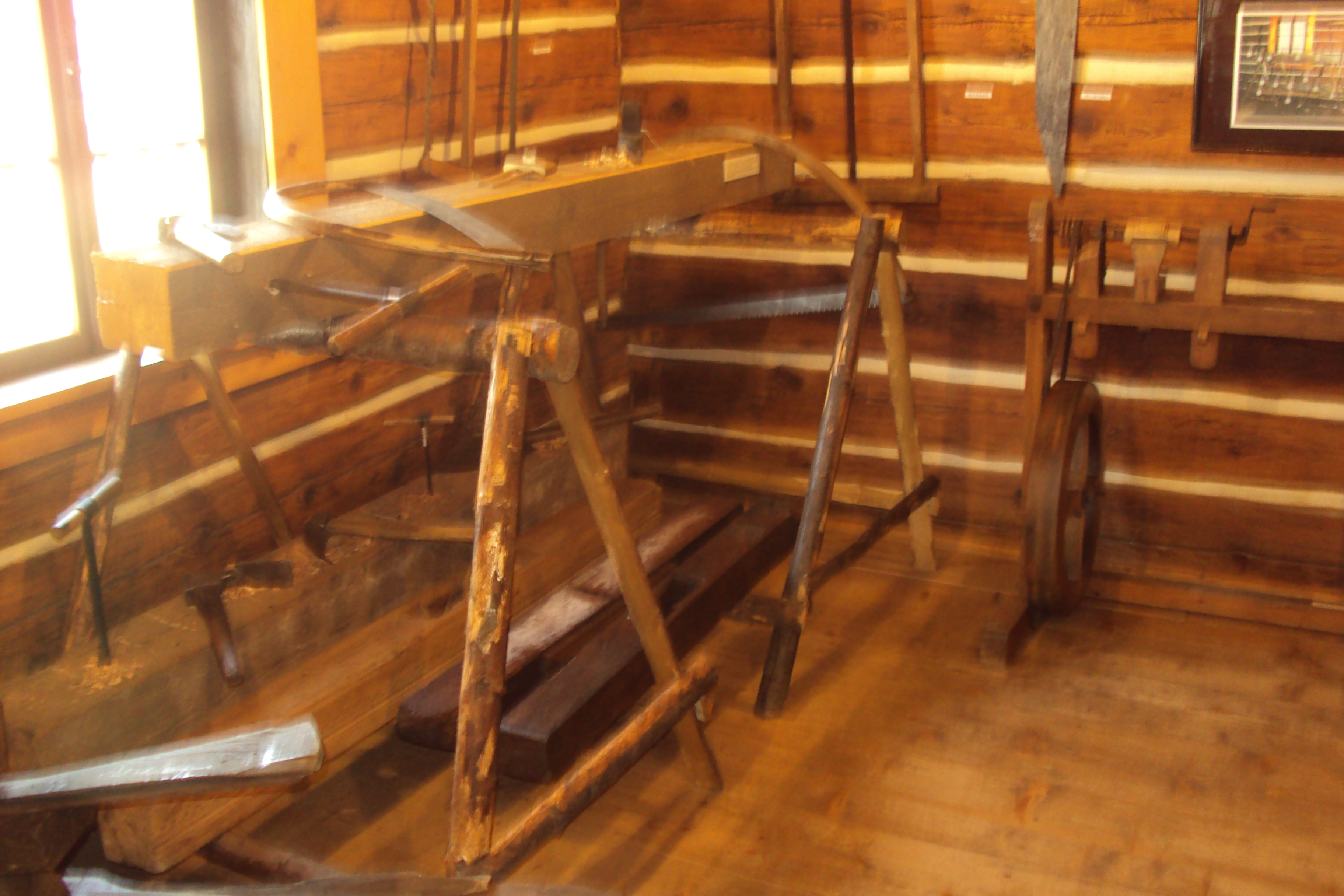
Další část expozice věnována truhlářství

Na jaře 2014 zde byl zahájen cyklus Kafe na rychtě, podvečerní setkání se zajímavými osobnostmi.